# Battle for Happiness
Battle for Happiness (en hangul, 행복배틀; romanización revisada del coreano: Haengbokbaeteul) es una serie de televisión surcoreana dirigida por Kim Yoon-cheol y protagonizada por Lee El, Jin Seo-yeon, Cha Ye-ryun, Park Hyo-joo y Woo Jung-won. Se emite por el canal ENA desde el 31 de mayo hasta el 20 de julio de 2023, en horario de miércoles y jueves a las 21:00 (hora local coreana). También está disponible en la plataforma Prime Video para algunas zonas del mundo.

## Sinopsis
Oh Yoo-jin (Park Hyo-joo), Song Jeong-a (Jin Seo-yeon) y Kim Na-young (Cha Ye-ryun ) son todas madres que viven en el elegante complejo de apartamentos Highprestige, además de ser personas influyentes en las redes sociales con miles de seguidores. Todas participan en una dura competición por asegurarse la propia felicidad en detrimento de la ajena. Cuando un miembro del grupo muere, se desarrolla una batalla aún más feroz entre quien quiere revelar la verdad de lo ocurrido y quien prefiere ocultarla.

## Reparto

### Principal
- Lee El como Jang Mi-ho, una persona racional que es subgerente del equipo de mercadeo de un banco.[2][3]
- Jin Seo-yeon como Song Jung-ah, fundadora y directora ejecutiva de Inner Spirit, una empresa de alimentos funcionales de belleza.[2][4]
- Cha Ye-ryun como Kim Na-young, una influyente que creció en una familia adinerada, pero aunque ha crecido sin envidia desde la infancia, es una persona que siente celos severos cuando ve lo que no tiene.[2]
- Park Hyo-joo como Oh Yu-jin, un ama de casa a tiempo completo que se muestra en las redes sociales como la madre y esposa perfecta.[2]
  - Ha Seon-ho como Oh Yu-jin de joven.[5]
- Woo Jung-won como Hwang Ji-ye, una común madre trabajadora.[2][6]

### Secundario
- Lee Kyu-han como Kang Do-joon, el marido de Yu-jin, dentista.[7]
- Son Woo-hyeon como Lee Jin-seop, subgerente del equipo de mercadeo de SNS de la división digital de un banco, compañero de Mi-ho.[8]
- Kim Young-hoon como Lee Tae-ho, el marido de Na-young, abogado.[9]
- Lee Je-yeon como Jung Soo-bin, el marido de Jung-ah, presidente de Inner Spirit.[10]
- Moon Hee-kyung como Im Kang-suk, la madre de Mi-ho, de personalidad estricta y obstinada.[11]
- Kim Hee-jae como Jo A-ra, maestra ayudante en el Heritage English Kindergarten.[12][13]
- Cha Hee como Lee So-min, madre de una niña de siete años que está en la clase de oro del Heritage English Kindergarten.[14]
- Park Na-eun como Baek Sung-hee.[15]
- Seo Byeok-jun como Song Jung-sik, el inmaduro hermano menor de Jung-ah, a la que trata como un cajero automático.[16]
- Kim Joong-don como Bae Chang-hoon, un detective de policía que investiga un caso de asesinato entre madres de clase alta.[17]
- Kim Ha-eon como Min-seong, hijo de Jung-ah y Soo-bin.[18]
- Han Seo-hee como A-rin, hija de Na-young y Tae-ho.[18]
- Noh Ha-yeon como Ji-yul,  hija de Yu-jin y Do-joon.[18]
- Heo Yool como Ha-yul, hija de Yu-jin y Do-joon.[18]
- Kim Seo-ah como So-won, hija de Ji-ye.[18]
- Park Jong-moo como Seo Kyung-joon, líder del equipo de Mi-ho y Jin-seop, a quien no le gusta aquella.[19]
- Nam Myung-ryeol como el suegro de Yu-jin.[20]
- Ryu Seung-moo como Gong Chang-hyun, empleado de Jung-ah.[21]
- Yoo Hyun-jong como Han Joon-kyung, secretario de Jung-ah.[22]
- Choi Gyu-ri como Go Mi-ho.[23][24]

### Apariciones especiales
- Um Hyo-sup como el padre de Yu-jin.[25]
- Bae Seul-ki como Im Da-eun.[26]

## Producción
La serie está basada en la novela de suspenso Happiness Battle, de Joo Young-ha, publicada en mayo de 2020, ganadora del Case Thriller Writer Contest. El propio Joo es autor del guion.
El 24 de abril de 2023 ENA confirmó la fecha de estreno y publicó un cartel de la serie que muestra las manos de cinco mujeres sobre una mesa, junto con sus teléfonos móviles, uno de los cuales muestra una noticia inquietante. Dos días después se distribuyeron imágenes de la lectura del guion por el reparto. El 1 de mayo se lanzó el primer tráiler, y el 8 del mismo mes se publicaron los carteles de las cinco protagonistas.
Por último, el 31 de mayo se presentó la serie en el Hotel Stanford en Sangam, Seúl, con las intervenciones del director Kim Yun-cheol y las actrices Lee L, Jin Seo-yeon, Cha Ye-ryun, Park Hyo-joo y Woo Jeong-won. El primero definió la serie como «un drama con historias interesantes como la vida y los deseos de las amas de casa treintañeras que rodean al personaje principal y que se comunican a través de las redes sociales».

## Audiencia
El mismo día se emitió el primer episodio, que pese a recibir los elogios de algunos observadores no superó la barrera del 1 % de audiencia, lo que se consideró un resultado desastroso. Tampoco el segundo episodio la alcanzó. No fue suficiente reunir a cinco de las mejores actrices como protagonistas. Se han aducido algunas razones para ello: en primer lugar, la cercanía temática a otras series anteriores como Sky Castle o The Lady in Dignity (esta última dirigida por el mismo Kim Yoon-chul). También las actuaciones excesivamente enfáticas de las actrices. Y por último la carencia de una identidad definida del canal ENA, que siendo relativamente reciente aún no ha encontrado un género y un público objetivo diferenciados de los otros canales. En efecto, ninguna de las series emitidas por ENA ha superado el 3 % de audiencia, excepción hecha de Woo, una abogada extraordinaria, que tocó el 17,5 %.
En los capítulos sucesivos la serie fue aumentando lentamente su audiencia; muchos espectadores la elogiaron por su carácter realista y por ser una obra de suspenso bien concebida y realizada, en la que destaca el trabajo de sus actrices protagonistas. Según una observadora, se ganó «la reputación de ser un 'thriller bien hecho'».
Después de los primeros cuatro capítulos, se estabilizó en torno a los 400 000 espectadores, y cerró con un 2,6 % de audiencia nacional, un dato positivo para el canal ENA. El interés del público se puso de manifiesto también en las redes sociales. En particular, la escena en la que Lee El se enfrenta a Jin Seo-yeon registró 3,75 millones de visitas en YouTube.
| Temporada | Temporada | Episodio número | Episodio número | Episodio número | Episodio número | Episodio número | Episodio número | Episodio número | Episodio número | Episodio número | Episodio número | Episodio número | Episodio número | Episodio número | Episodio número | Episodio número | Episodio número | Promedio |
| Temporada | Temporada | 1               | 2               | 3               | 4               | 5               | 6               | 7               | 8               | 9               | 10              | 11              | 12              | 13              | 14              | 15              | 16              | Promedio |
| --------- | --------- | --------------- | --------------- | --------------- | --------------- | --------------- | --------------- | --------------- | --------------- | --------------- | --------------- | --------------- | --------------- | --------------- | --------------- | --------------- | --------------- | -------- |
|           | 1         | —               | —               | —               | 233             | 305             | 402             | 371             | 377             | 397             | 480             | 445             | 465             | 429             | 589             | 373             | 476             | N/A      |

| Ep. | Fecha de emisión    | Índices de audiencia | Índices de audiencia |
| Ep. | Fecha de emisión    | Nacional             | Seúl                 |
| --- | ------------------- | -------------------- | -------------------- |
| 1 | 31 de mayo de 2023  | 0,701 % (30.ª)       | ND                   |
| 2 | 1 de junio de 2023  | 0,927 % (14.ª)       | 1,104 % (7.ª)        |
| 3 | 7 de junio de 2023  | 0,821 % (18.ª)       | ND                   |
| 4 | 8 de junio de 2023  | 1,171 % (6.ª)        | 1,616 % (3.ª)        |
| 5 | 14 de junio de 2023 | 1,356 % (7.ª)        | 1,599 % (5.ª)        |
| 6 | 15 de junio de 2023 | 2,011 % (3.ª)        | 2,647 % (3.ª)        |
| 7 | 21 de junio de 2023 | 1,701 % (5.ª)        | 1,973 % (4.ª)        |
| 8 | 22 de junio de 2023 | 1,710 % (5.ª)        | 1,850 % (4.ª)        |
| 9 | 28 de junio de 2023 | 1,979 % (3.ª)        | 2,333 % (3.ª)        |
| 10 | 29 de junio de 2023 | 2,254 % (4.ª)        | 2,734 % (3.ª)        |
| 11 | 5 de julio de 2023  | 1,944 % (3.ª)        | 2,437 % (3.ª)        |
| 12 | 6 de julio de 2023  | 2,284 % (3.ª)        | 2,622 % (3.ª)        |
| 13 | 12 de julio de 2023 | 1,989 % (3.ª)        | 2,218 % (3.ª)        |
| 14 | 13 de julio de 2023 | 2,770 % (3.ª)        | 3,304 % (3.ª)        |
| 15 | 19 de julio de 2023 | 2,064 % (3.ª)        | 2,512 % (3.ª)        |
| 16 | 20 de julio de 2023 | 2,622 % (2.ª)        | 3,342 % (2.ª)        |
| Promedio | Promedio            | 1,769 %              | –*                   |
| - En la tabla anterior, los números azules destacan los índices más bajos y los números rojos los más altos. - ND indica que se desconoce el dato. - Esta serie se transmite en un canal de cable/televisión de pago, que normalmente tiene una audiencia menor respecto a las emisoras de televisión públicas/gratuitas (KBS, SBS, MBC y EBS). * Se desconoce el promedio exacto porque no se publicaron los datos de todos los episodios. |                     |                      |                      |

## Crítica
Pierce Conran (South China Morning Post) escribe que la serie «no obtiene muchos puntos por su originalidad, pero su premisa será familiar, en particular para las madres que enfrentan presiones gemelas de hacer avanzar a sus hijos en una sociedad despiadada y proyectar una versión idealizada de sí mismas a las personas que las rodean».